# Дорджієв Давур Євгенович
Давур Євгенович Дорджієв (рос. Давур Евгеньевич Дорджиев, калм. Даавр Дорҗин) — калмицький політик, громадський діяч та юрист.
Спікер Форуму Вільних Держав Постросії, член Ліги вільних націй та Ойрат-калмицького народного конгресу, який виступає за незалежність Калмикії від Російської Федерації. Виступав із промовою про національно-визвольну боротьбу калмицького народу у Європейському парламенті.

## Біографія
Народився в калмицькій родині в Елісті. Вивчав дипломатію, право та відносини держави та церкви в університетах Росії та Ізраїлю. Читав лекції у НДУ ВШЕ як запрошений викладач. Співпрацював як юрист із товариством «Меморіал» та правозахисною організацією «ОВД-Інфо».
2022 року засудив російське вторгнення в Україну та емігрував до Єревану, де став радником Європейської партії Вірменії.